# Hymn Młodych
Hymn Młodych – polska pieśń powstała w 1926 jako hymn Obozu Wielkiej Polski. Autorem tekstu jest Jan Kasprowicz.
Pieśń szybko stała się jednym z symboli polskiego ruchu narodowego. Obecnie jest oficjalnym hymnem Młodzieży Wszechpolskiej. Śpiewana jest do melodii Warszawianki z 1831.
Obecnie za swój hymn uważa ją Organizacja Monarchistów Polskich.
Złoty słońca blask dokoła,

Orzeł Biały wzlata wzwyż,

Dumne wznieśmy w górę czoła,

patrząc w Polski Znak i Krzyż,
Polsce niesiem odrodzenie,

Depcząc podłość, fałsz i brud,

W nas mocarne wiosny tchnienie,

W nas jest przyszłość,

Z nami lud,
Naprzód idziem w skier powodzi,

Niechaj wroga przemoc drży,

Już zwycięstwa dzień nadchodzi,

Wielkiej Polski moc to my!

Wielkiej Polski moc to my!
Naprzód idziem zbrojni duchem,

Antychrysta pędzić precz.

Matko Boża nas wysłuchaj,

Błogosław Chrobrego Miecz!

Błogosław Chrobrego Miecz!